# Хармсворт, Эсмонд, 2-й виконт Ротермир
Эсмонд Сесил Хармсворт, 2-й виконт Ротермир (англ. Esmond Cecil Harmsworth, 2nd Viscount Rothermere; 29 мая 1898 — 12 июля 1978) — британский консервативный политик и медиамагнат.

## Ранний период жизни
Родился 29 мая 1898 года. Третий сын Гарольда Хармсворта, 1-го виконта Ротермира (1868—1940), который основал Daily Mail в партнерстве со своим братом Альфредом Хармсвортом, 1-м виконтом Нортклиффом. Он получил образование в Итонском колледже и был призван в Королевскую морскую артиллерию во время Первой мировой войны. Его два старших брата погибли в бою. Эсмонд служил адъютантом премьер-министра на Парижской мирной конференции. В 1919—1929 годах он заседал в Палате общин от юнионистской партии острова Танет, став одним из самых молодых депутатов за всю историю.

## Карьера в прессе
После 1922 года была создана компания Daily Mail and General Trust для контроля над газетами, которые лорд Ротермир сохранил после смерти лорда Нортклиффа (например, The Times была продана). Поскольку его отец был связан с нацистами и флиртовал с желанием стать королем Венгрии, управление бизнесом перешло к Хармсворту. Его отец ушел с поста председателя Associated Newspapers в 1932 году в возрасте 64 лет, и Эсмонду Хармсворту пришлось взять на себя эту роль . Он занимал пост председателя до 1971 года, после чего принял титулы президента и директора по финансам группы, а также председателя Daily Mail & General Trust Ltd, материнской компании, с 1938 года до своей смерти.
Эсмонд Хармсворт также оказал значительное влияние на развитие Мемориального университета Ньюфаундленда (семья имела давний интерес к Ньюфаундленду, построив бумажную фабрику в Гранд-Фолс до начала Первой мировой войны). Первая резиденция университета в колледже Патона, известная как Ротермир-хаус, названа в честь виконта. Хармсворт был первым канцлером Мемориального университета и благотворителем, который предоставил средства на строительство Rothermere House.
26 ноября 1940 года после смерти своего отца Эсмонд Хармсворт унаследовал титулы 2-го виконта Ротермира из Хемстеда в графстве Кент, 2-го барона Ротермира из Хемстеда в графстве Кент и 2-го баронета Хармсворта из Хемстеда в графстве Кент, став членом Палаты лордов Великобритании.

## Личная жизнь и смерть
Виконт Ротермир был женат трижды и имел четверых детей. 12 января 1920 года он женился первым браком на Маргарет Ханнэм Редхед (1898 — 1 сентября 1995), дочери Уильяма Ланселота Редхеда и Джейн Горхэм (развод в 1938 году). У них было трое детей:
- Достопочтенная Лорна Пегги Вивиан Хармсворт (24 октября 1920 — 18 июня 2014)[3], которая вышла замуж за члена парламента Нила Купера-Ки (1907—1981), и имела двух сыновей и двух дочерей. Её младший и единственный выживший сын был первым мужем леди Мэри-Гэй Керзон (матери от последующих браков актрисы Изабеллы Кэлторп и светской красавицы Крессиды Бонас).
- Достопочтенная Эсме Мэри Габриэль Хармсворт (6 июля 1922 — 8 июня 2011)[3], в 1942 году она вышла замуж за Роуленда Бэринга, 3-го графа Кромера, от брака с которым у неё было два сына и одна дочь.
- Вере Хармсворт, 3-й виконт Ротермир (27 августа 1925 — 1 сентября 1998)[3].

Он женился во второй раз на Энн Джеральдин Мэри Чартерис (19 июня 1913 — 12 июля 1981), вдове Шейна Эдварда Роберта О’Нила, 3-го барона О’Нила, который погиб в бою в 1944 году в Италии. Она была дочерью капитана Гая Лоуренса Чартериса и Фрэнсис Люси Теннант и внучкой Хьюго Ричарда Чартериса, 11-го графа Уэмисса. Они поженились 28 июня 1945 года и развелись в 1952 году. Затем Энн Чартерис вышла замуж за писателя Яна Флеминга в 1952 году.
Лорд Ротермир женился в третий раз на Мэри Мёрчисон (? — 1993), дочери Кеннета Мёрчисона, 28 марта 1966 года, от которой у него родился второй сын:
- Достопочтенный Эсмонд Вивиан Хармсворт (род. 18 июня 1967)[3], который переехал в Кембридж, штат Массачусетс, в 1993 году[6].

Лорд Ротермир скончался 12 июля 1978 года в возрасте 80 лет, и ему наследовал его старший сын Вер Хармсворт.